# Diada dels Saballuts

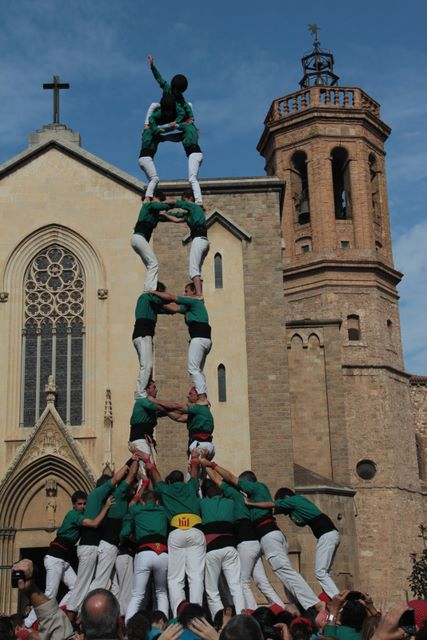
Segon 2 de 8 amb folre carregat, fet en la XVIII Diada dels Saballuts.

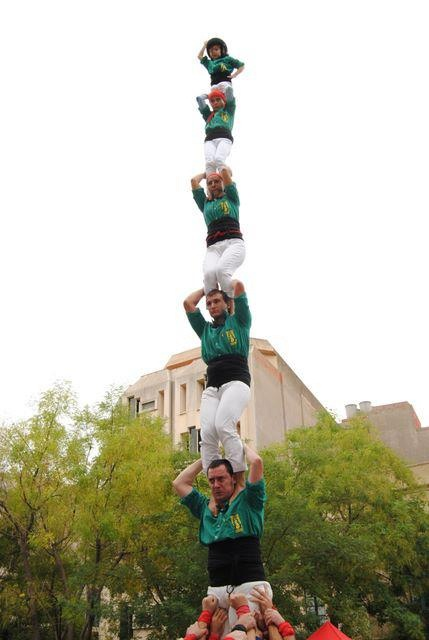
En la XVIII Diada dels Saballuts els Castellers de Sabadell van carregar per primera vegada el pilar de 6.

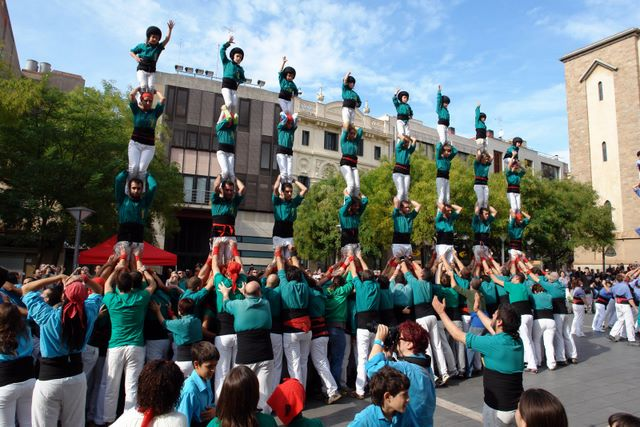
8 pilars de 4 simultanis, descarregats per primera vegada en la XVIII Diada dels Saballuts.

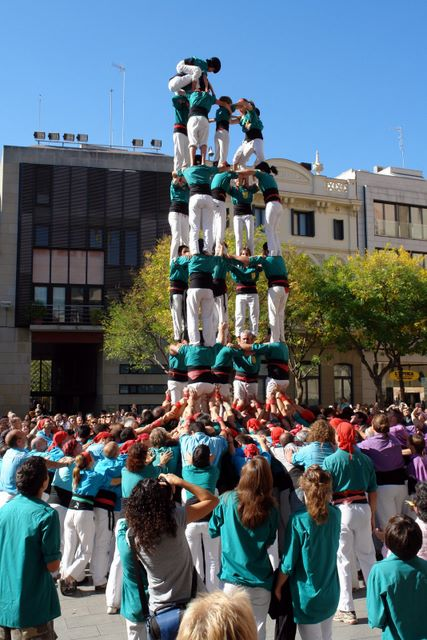
5 de 7 carregat en la XV Diada dels Saballuts.

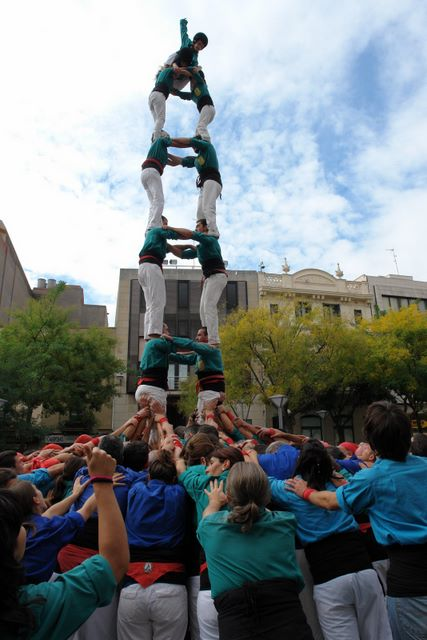
2 de 7 fet en la XVI Diada dels Saballuts.

La Diada dels Saballuts és una diada castellera organitzada per la colla dels Castellers de Sabadell. Juntament amb la diada de Festa Major, és una de les actuacions més importants de la temporada dels Saballuts. Té lloc cada any a la plaça de Sant Roc de Sabadell, situada al barri del Centre de la ciutat i al costat de l'Ajuntament. Actualment se celebra el diumenge de l'últim cap de setmana d'octubre, tot i que tradicionalment, i fins a l'any 2007, es feia el segon diumenge de novembre. Sempre s'hi conviden dues colles, amb excepció de la diada del 2003 en què se n'hi convidaren tres. La colla que més vegades hi ha participat són els Castellers de Terrassa, els quals hi han assistit vuit vegades, seguits dels Castellers de Sants (3), els Castellers de Mollet (3), els Vailets de Ripollet (3), els Capgrossos de Mataró (2), els Bordegassos de Vilanova (2) i els Castellers de la Vila de Gràcia (2). La resta de colles convidades només han assistit a una sola diada.

## Diades
La següent taula mostra les dinou edicions de la Diada dels Saballuts celebrades fins a l'actualitat, la data (any/mes/dia), els castells assolits pels Castellers de Sabadell i les colles que hi foren convidades amb els respectius castells que hi van fer. Els castells carregats i/o descarregats per primera vegada apareixen en negreta.
| Diada                      | Data       | Castells                                                                 | Colles convidades | Referències                 |
| -------------------------- | ---------- | ------------------------------------------------------------------------ | --- | --------------------------- |
| I Diada dels Saballuts     | 1994-11-13 | Pde3 cam, 3 de 6, 4 de 6, 2 de 5, Vano de 4                              | Castellers de Montcada i Reixac: 3de7(id), 3de7(c), 2de6, 4de6, Pde5(c) Minyons de Terrassa: 4de9f, 5de8(i), 2de8f, 3de8, Pde5                                                     | [ 1 ] [ 2 ]                 |
| II Diada dels Saballuts    | 1995-11-12 | Pde4 cam, 4de7a(c), 5de7, 3de7, Vano de 5 (Pde5(c))                      | Castellers de Terrassa: Pde4 cam, 4de8, 3de8, 2de7, Pde5 Castellers de Vilafranca: Pde4 cam, 4de8a(c), 2de8f, Pde7f(c), 2 Pde5 sim                                                 | [ 3 ] [ 2 ]                 |
| III Diada dels Saballuts   | 1996-11-10 | Pde4 cam, 4de8(id), 4de7, 5de7, 3de7, Pde5(i), Pde4                      | Castellers de Sants: Pde4 cam, 5de7, 4de7a, 3de6ps(i), 3de6ps, Vano de 5 Colla Jove Xiquets de Tarragona: Pde4 cam, 5de7, 2de7, 4de7, Pde5(c)                                      | [ 4 ] [ 2 ]                 |
| IV Diada dels Saballuts    | 1997-11-09 | Pde4 cam, 5de7, 4de8(i), 4de7, 4de8(id), 3de7, 2 Pde4 sim, Pde4 al balcó | Capgrossos de Mataró: Pde4 cam, 5de7, 2de7, 3de7ps, Vano de 5 Vailets de Ripollet: Pde4 cam, 4de7, 5de7(i), 3de7(i), 3de7(c), 2 Pde4 sim                                           | [ 5 ] [ 2 ]                 |
| V Diada dels Saballuts     | 1998-11-15 | Pde4 cam, 5de7, 4de7a, 3de7, 2 Pde5 sim                                  | Bordegassos de Vilanova: Pde4 cam, 4de8, 3de8, 2de8f(id), 2de7, Pde6 Castellers de Caldes de Montbui: Pde4 cam, 4de6, 3de6, 2de6(i), 2de6(i), 2 Pde4 sim                           | [ 2 ]                       |
| VI Diada dels Saballuts    | 1999-11-14 | 4de7a, 5de7, 3de7a, Vano de 5                                            | Ganxets de Reus: 2de7(id), 3de7, 2de7(i), 2de6, Pde5 Xiquets de Tarragona: 4de7a, 2de7, 5de7, 3 Pde4 sim                                                                           | [ 2 ]                       |
| VII Diada dels Saballuts   | 2000-10-29 | Pde4 cam, 5de7, 3de7ps(i), 4de7a, 3de7ps, Vano de 5                      | Colla Vella dels Xiquets de Valls: Pde4 cam, 5de8, 2de8f, 4de8a, Pde5, Pde5ps Castellers de Sants: Pde4 cam, 2de7, 4de8(id), 5de7, 4de7, Pde5                                      | [ 6 ]                       |
| VIII Diada dels Saballuts  | 2001-11-11 | Suspesa per la pluja                                                     | Castellers de Badalona Vailets de Ripollet | [ 7 ]                       |
| IX Diada dels Saballuts    | 2002-11-10 | Pde4 cam, 5d7, 4de7a, 2de7(id), 3de7, 2 Pde5 sim                         | Castellers de Terrassa: Pde4 cam, 4de7, 3de7, 2de6, Pde5 Castellers de Mollet: Pde4 cam, 4de7, 3de7, 4de6a, Pde5                                                                   | [ 8 ]                       |
| X Diada dels Saballuts     | 2003-11-09 | Pde4 cam, 4de7a, 5de7, 3de7, Vano de 5                                   | Castellers de Sants: Pde4 cam, 3de7, 2de7, 4de7, Pde5ps Vailets de Ripollet: Pde4 cam, 4de7, 3de7, 2de6, Pde5 Castellers de la Vila de Gràcia: Pde4 cam, 4de7, 3de7, 4de7a, Pde5   | [ 9 ]                       |
| XI Diada dels Saballuts    | 2004-11-14 | Pde4 cam, 5de7, 3de7ps(i), 3 de 7, 4de7a, 2 Pde5 sim                     | Bordegassos de Vilanova: Pde4 cam, 2de7, 4de7a, 5de7, Pde5 Capgrossos de Mataró: Pde4 cam, 2de8f, 5de8, 4de8, 2 Pde5 sim                                                           | [ 2 ]                       |
| XII Diada dels Saballuts   | 2005-11-13 | 5de7, 2de7, 4de7a, 2 Pde5 sim                                            | Castellers de Cornellà: 5de7, 4de7a(id), 4de7, 3de7, Pde5 Castellers de Mollet: 5de6, 3de7, 2de6, Pde5                                                                             | [ 2 ]                       |
| XIII Diada dels Saballuts  | 2006-11-12 | Pde4 cam, 5de7, 4de8(i), 4de7a, 2de7, Vano de 5                          | Castellers de Mollet: Pde4, 4de6a, 2de6, 3de6, Pde5(c) Castellers de Terrassa: Pde4 cam, 4de7a, 2de7, 3de7, Vano de 5                                                              | [ 2 ]                       |
| XIV Diada dels Saballuts   | 2007-11-11 | Pde4 cam, 5de7, 2de7, 3de7ps, Pde5, Pde5, Pde4                           | Castellers de Terrassa: Pde4 cam, 4de7a, 5de7, 3de7, Pde5 Castellers de Sant Feliu: Pde4, 3de6a(id), 3de6a(id), 3de6, Pde4                                                         | [ 10 ]                      |
| XV Diada dels Saballuts    | 2008-10-26 | Pde4, 4de7a(id), 5de7(c), 4de7a, 4de7, Pde5ps                            | Castellers de Terrassa: Pde4, 5de7, 3de7ps, 2de7, Pde5 Colla Castellera de Figueres: Pde4, 4de7, 5de6, 4de6a, Pde5(c)                                                              | [ 11 ]                      |
| XVI Diada dels Saballuts   | 2009-10-25 | Pde4 cam, 5de7, 2de7, 3de7ps, 2 Pde5 sim, Pde5 al balcó                  | Castellers de Terrassa: Pde4 cam, 4de7a, 5de7, 3de7, Pde5 Castellers d'Esplugues: Pde4 cam, 5de7, 3de7a, 4de7, Pde5ps                                                              | [ 12 ]                      |
| XVII Diada dels Saballuts  | 2010-10-24 | Pde4 cam, 3de8, 4de8, 2de7, Vano de 5, Pde5 al balcó                     | Castellers de Terrassa: Pde4 cam, 5de7, 2de7, 4de7a, Pde5(c) Sagals d'Osona: Pde4 cam, 4de8(id), 5de7, 3de7a, 3de7ps, Pde5                                                         | [ 13 ]                      |
| XVIII Diada dels Saballuts | 2011-10-23 | 8 Pde4 sim, 2de8f(c), 4de8, 3de8, Pde6(c), Pde5 al balcó                 | Marrecs de Salt: 2 Pde4 sim, 5de7, 2de7, 3de7, Pde5 Castellers de Terrassa: 2 Pde4 sim, 2de7, 5de7, 4de7a, Pde5                                                                    | [ 14 ] [ 15 ] [ 16 ] [ 17 ] |
| XIX Diada dels Saballuts   | 2012-10-28 | 9 Pde4 sim, 5de8, 2de8f, 4de8, Vano de 5                                 | Castellers de Terrassa: 2 Pde4 sim, 5de7, 4de8, 2de7, Pde5 Castellers de la Vila de Gràcia: 2 Pde4 sim, 3de8, 4de8, 2de7                                                           |                             |
| XX Diada dels Sabaluts     | 2013-10-27 | 7d8, 3d9f (i), 3d9f (id), 4d8, Pd5 (3)                                   | Castellers de Vilafranca: 4d9f, 3d9f, 5d8, Pd7f Castellers de Barcelona: 3d9f (c), 5d8, 4d8a (i), 4d8, Pd5.                                                                        | [ 18 ]                      |
| XXI Diada dels Saballuts   | 2014-10-26 | Pde4 cam, 2de8f, 3 de 9 amb folre, 5d8, Pilar de 6 (i)                   | Castellers de Terrassa. Pd4cam, 7d7, 5 de 7, 4d7a, Pilar de 5. Castellers de la Vila de Gràcia; Pd4cam, 2d8f, 5d8, 4d8, Pd5 (2). Castellers de Berga: Pd4cam, 4d7a, 4d7, 3d7, Pd5. | [ 18 ]                      |